# Liste der Baudenkmale in Soderstorf
In der Liste der Baudenkmale in Soderstorf sind die Baudenkmale der niedersächsischen Gemeinde Soderstorf im Landkreis Lüneburg und ihrer Ortsteile aufgelistet. Der Stand der Liste ist der 29. Januar 2023. Die Quelle der  Baudenkmale und der Beschreibungen ist der Denkmalatlas Niedersachsen.

## Allgemein
In den Spalten befinden sich folgende Informationen:
- Lage: die Adresse des Baudenkmales und die geographischen Koordinaten. Kartenansicht, um Koordinaten zu setzen. In der Kartenansicht sind Baudenkmale ohne Koordinaten mit einem roten Marker dargestellt und können in der Karte gesetzt werden. Baudenkmale ohne Bild sind mit einem blauen Marker gekennzeichnet, Baudenkmale mit Bild mit einem grünen Marker.
- Bezeichnung: Bezeichnung des Baudenkmales
- Beschreibung: die Beschreibung des Baudenkmales. Unter § 3 Abs. 2 NDSchG werden Einzeldenkmale und unter § 3 Abs. 3 NDSchG Gruppen baulicher Anlagen und deren Bestandteile ausgewiesen.
- ID: die Objekt-ID des Baudenkmales
- Bild: ein Bild des Baudenkmales, ggf. zusätzlich mit einem Link zu weiteren Fotos des Baudenkmals im Medienarchiv Wikimedia Commons. Wenn man auf das Kamerasymbol klickt, können Fotos zu Baudenkmalen aus dieser Liste hochgeladen werden:

## Soderstorf

### Gruppe: Mühlenstraße 4
Die Gruppe hat die ID: 32720170. Ausgedehnte Hofanlage mit reichem Eichenbestand nördlich der Luhe mit Wassermühle, Teich- und Wehranlagen, Wohn-/Wirtschaftsgebäude und Backhaus. Durch den Mühlenbach getrennt auf Insel das Mühlengebäude und das Backhaus. Südlich und westlich große Teichanlage. Hofwege mit Feldsteinen gepflastert.

| Lage                       | Bezeichnung               | Beschreibung | ID       | Bild           |
| -------------------------- | ------------------------- | --- | -------- | -------------- |
| 53° 8′ 22″ N, 10° 8′ 50″ O | Mühlenteich               | Stau der Wassermühle. Gespeist von der Luhe. | 32735107 | Weitere Bilder |
| 53° 8′ 24″ N, 10° 8′ 51″ O | Backhaus                  | | 32735128 |                |
| 53° 8′ 24″ N, 10° 8′ 50″ O | Wassermühle               | Eingeschossiger Fachwerkbau mit steilem Satteldach in Ziegelpfannendeckung. Mühlenteil später zweistöckig ausgebaut. Ursprünglich wohl einheitlicher Baukörper unter Halbwalmdach. Eingang von Westen. Das unterschlächtig angetriebene Mühlrad mit Anlage erhalten. Bauinschrift über westlicher Eingangstür. Errichtet 1821(i). | 32735463 |                |
| 53° 8′ 24″ N, 10° 8′ 48″ O | Wohn-/ Wirtschaftsgebäude | Eingeschossiger Fachwerkbau unter Satteldach. Errichtet 1848. Südlich quergelagerter zweigeschossiger Fachwerkwohnteil unter Satteldach. Errichtet gegen 1900. | 32736002 | BW             |
| 53° 8′ 23″ N, 10° 8′ 49″ O | Wehr (Stauanlage)         | Betonwehr mit Mauerwerkaufsatz. Ein Gleitschütz und Wehrgang aus Holz. Errichtet Anfang 20. Jh. | 45684576 |                |
| 53° 8′ 23″ N, 10° 8′ 50″ O | Stauwehr                  | Holzwehr mit Wehrgang und drei Gleitschützen. Errichtet Anfang 20. Jh. | 45684591 |                |

### Gruppe: Wohlenbütteler Straße 1
Die Gruppe hat die ID: 32719936. Altenteilerhaus mit Nebengebäude und Hofeinfriedung. Gebäude stehen parallel zueinander. Einfriedung wahrscheinlich später errichtet.

| Lage                       | Bezeichnung          | Beschreibung | ID       | Bild |
| -------------------------- | -------------------- | --- | -------- | ---- |
| 53° 8′ 34″ N, 10° 8′ 55″ O | Wohnhaus             | Fachwerkbau mit Backsteinausfachung unter Halbwalmdach in Reetdeckung. Einseitige Kübbung. Erbaut wohl im 18. Jahrhundert.             | 32735856 | BW   |
| 53° 8′ 34″ N, 10° 8′ 57″ O | Holzschuppen (Stall) | Kleiner Fachwerkbau mit Backsteinausfachung unter Satteldach in Ziegeldeckung. Mit Altenteilerhaus firstparallel. Errichtet im 19. Jh. | 32735906 | BW   |
| 53° 8′ 34″ N, 10° 8′ 54″ O | Einfriedung          | Trockenmauer aus Findlingssteinen als Hofeinfriedung.                                                                                  | 32735086 | BW   |

### Einzelbaudenkmale
| Lage                                         | Bezeichnung               | Beschreibung | ID       | Bild |
| -------------------------------------------- | ------------------------- | --- | -------- | ---- |
| Hauptstraße 16/18 53° 8′ 28″ N, 10° 8′ 49″ O | Treppenspeicher           | Eineinhalbgeschossiger Fachwerkbau von drei Fach Länge unter Satteldach in Reetdeckung. Erdgeschoss mit Backsteinausfachung, Drempelgeschoss mit Eichenbohlenverbretterung. Außentreppe nicht mehr vorhanden. Errichtet erste Hälfte 18. Jh. | 32735584 | BW   |
| Hauptstraße 24 53° 8′ 29″ N, 10° 8′ 55″ O    | Wohn-/ Wirtschaftsgebäude | Fachwerkbau in Zweiständerbauweise mit Backsteinausfachungen unter Halbwalmdach in Reetdeckung. Wohnteil und Flett 1641(i) mit erneuertem Wirtschaftsteil 1810 und sandsteinerner Brunneneinfassung vor südlichem Flett.                     | 32735535 | BW   |
| Hauptstraße 25 53° 8′ 31″ N, 10° 8′ 50″ O    | Wohn-/ Wirtschaftsgebäude | Fachwerkbau in Zweiständerbauweise auf Feldsteinsockel mit Backsteinausfachung unter Halbwalmdach in Reetdeckung. 1842 transloziertes Pfarrwitwenhaus von 1654 aus Raven.                                                                    | 32735932 | BW   |
| Hauptstraße 28 53° 10′ 9″ N, 10° 9′ 32″ O    | Feldsteinmauer            | Einfriedungsmauer aus Feldsteinen. Entlang und südlich der Hauptstraße mehrere Hofstellen begrenzend. | 32735154 | BW   |

## Raven

### Gruppe: Kirchweg 10
Die Gruppe hat die ID: 32720146. Hofanlage mit Wohn-/ Wirtschaftsgebäude, Speicher und Scheune. Durch Hecke eingefriedete Anlage. Wohn-/Wirtschaftsgebäude und Scheune stehen direkt an der Straße. Zwischen beiden Gebäuden Durchfahrt in den Wirtschaftshof. Speicher südlich im Obstgarten.

| Lage                                    | Bezeichnung               | Beschreibung | ID       | Bild |
| --------------------------------------- | ------------------------- | --- | -------- | ---- |
| Kirchweg 10 53° 10′ 28″ N, 10° 9′ 39″ O | Speicher (Bauwerk)        | Einstöckiger Fachwerkbau mit Backsteinausfachung unter Satteldach ursprünglich in Reetdeckung. Ausfachungen tw. mit senkrechten Backsteinen, tw. in Mustersetzung. Außentreppe am Nordwestgiebel unter vorkragendem Dach. Errichtet etwa Mitte 19. Jh.             | 32735284 | BW   |
| Kirchweg 10 53° 10′ 29″ N, 10° 9′ 38″ O | Wohn-/ Wirtschaftsgebäude | Eingeschossiger Fachwerkbau auf Feldsteinsockel in Zweiständerbauweise in Unterrähmzimmerung mit Backsteinausfachung unter Halbwalmdach in Reetdeckung. Am Wohnteil Giebeltrapez und Walm leicht vorkragend. Bauinschrift am Wirtschaftsgiebel. Errichtet 1835(i). | 32735310 | BW   |
| Kirchweg 10 53° 10′ 29″ N, 10° 9′ 36″ O | Scheune                   | Aus alten Teilen neu errichteter überwiegend holzverschalter Fachwerkbau unter Halbwalmdach in Ziegelpfannendeckung. Errichtet Mitte 19. und 20. Jh. | 32735336 | BW   |

### Einzelbaudenkmale
| Lage                                     | Bezeichnung               | Beschreibung | ID       | Bild           |
| ---------------------------------------- | ------------------------- | --- | -------- | -------------- |
| Hirtenberg 1 53° 10′ 35″ N, 10° 9′ 39″ O | Wohn-/ Wirtschaftsgebäude | Hirtenhaus. Fachwerkbau in Zweiständerbauweise auf Feldsteinsockel unter Walmdach in Reetdeckung. Gefache am Wirtschaftsgiebel mit Lehmstakung, sonst Bachsteinausfachung und senkrechte Bretterverschalung. Errichtet zweite Hälfte 18. Jh. | 32735238 | BW             |
| Hof Wölper 5 53° 10′ 31″ N, 10° 9′ 27″ O | Speicher (Bauwerk)        | Eineinhalbgeschossiger Fachwerkbau unter Satteldach in Ziegeldeckung. Aufzugslucke im Giebel. Tore an der Langseite. Errichtet zweite Hälfte 19. Jh. | 32735190 | BW             |
| Kirchweg 12 53° 10′ 30″ N, 10° 9′ 42″ O  | Kirche St. Martin         | Saalkirche aus Backstein auf Feldsteinfundamenten mit 5/10-Chorschluß unter Dach in Hohlpfannendeckung. Fassaden mit Strebepfeilern und Maßwerkfenstern. Errichtet im 14. Jh. Im Westen gedrungener Turm auf quadratischen Grundriss unter Zeltdach in Ziegeldeckung, im Kern Holzgerüst. Errichtet wohl im 17. Jh. Im Kircheninneren die Wände durch Schildbögen gegliedert und Raumabschluss mit sechsteiligen Kreuzrippengewölbe auf Konsolen. Im Westen Empore auf drei gemauerten Arkaden und Brüstung aus Holz mit farbig gefasster Renaissance-Ornamentik, 1601. Ausstattung: Geschnitzter Marienaltar, um 1430; Kanzel, 17. Jh. | 32735213 | Weitere Bilder |
| Twieten 6 53° 10′ 29″ N, 10° 9′ 39″ O    | Scheune                   | Fachwerkbau mit Backsteinausfachung unter Halbwalmdach. Längsdurchfahrt. Errichtet gegen 1870. | 32734964 | BW             |

## Rolfsen

### Gruppe: Im Sande
Die Gruppe hat die ID: 32720134. Hofanlage mit Wohn/-Wirtschaftsgebäude, Stall, zwei Scheunen und Landarbeiterhaus. Wohn/-Wirtschaftsgebäude und Scheune stehen traufständig leicht zurückgesetzt von der Straße und lassen zwischen sich die mit Feldsteinen gepflasterte Zufahrt in das tiefe, mit Eichen bestandene Grundstück frei. In zweiter Reihe begrenzen der Stall und eine weiter Scheune den Wirtschaftshof. Weit zurückliegend das Landarbeiterwohnhaus.

| Lage                                   | Bezeichnung               | Beschreibung | ID       | Bild |
| -------------------------------------- | ------------------------- | --- | -------- | ---- |
| Im Sande 9 53° 9′ 43″ N, 10° 9′ 22″ O  | Scheune                   | Fachwerkbau mit Backsteinausfachung unter Halbwalmdach in Faserzementrautendeckung. Querdurchfahrt. Errichtet etwa 1870.                                                          | 32735363 | BW   |
| Im Sande 11 53° 9′ 43″ N, 10° 9′ 19″ O | Wohn-/ Wirtschaftsgebäude | Eingeschossiger Fachwerkbau in Zweiständerbauweise mit Backsteinausfachung unter Halbwalmdach ursprünglich in Weichdeckung. Bauinschrift am Wirtschaftsgiebel. Errichtet 1848(i). | 32734940 | BW   |
| Im Sande 11 53° 9′ 42″ N, 10° 9′ 22″ O | Scheune                   | | 32735387 | BW   |
| Im Sande 11 53° 9′ 42″ N, 10° 9′ 20″ O | Stall                     | Fachwerkbau mit Backsteinausfachung unter Satteldach in Ziegelpfannendeckung. Anbau aus Backstein. Errichtet etwa 1880.                                                           | 32735439 | BW   |
| Im Sande 13 53° 9′ 40″ N, 10° 9′ 22″ O | Wohnhaus                  | Fachwerkbau auf Feldsteinsockel mit Backsteinausfachung unter Halbwalmdach in Reetdeckung. Anbau unter Pultdach an Westseite. Errichtet erste Hälfte 19. Jh.                      | 32735415 | BW   |

## Thansen

### Gruppe: Thansen 2
Die Gruppe hat die ID: 32720122. Große Hofanlage mit Wohn-/ Wirtschaftsgebäude, Wagenschuppen, Pferdestall mit Maschinenschuppen, Scheune, Schweine- und Jungtierstall. Bauten gruppieren sich in einem Rechteck um den Wirtschaftshof. Die Zufahrt erfolgt von Osten über den Dehnser Weg. Zufahrt und Hof gepflastert. Alter Baumbestand. Errichtet durch das Büro W. Matthies / L. von der Berg, Bardowick, 1934–1935.

| Lage                                 | Bezeichnung               | Beschreibung | ID       | Bild |
| ------------------------------------ | ------------------------- | --- | -------- | ---- |
| Thansen 2 53° 7′ 56″ N, 10° 8′ 31″ O | Wohn-/ Wirtschaftsgebäude | Backsteinbau mit Segmentbogenfenstern unter Halbwalmdach in Reetdeckung, Wirtschaftsteil in Werkstatt und Abstellplatz für Maschinen umgebaut. Sechsachsige Schleppgaube über dem Fleeteingang. Errichtet 1880, umgebaut 1960. | 32735607 | BW   |
| Thansen 2 53° 7′ 55″ N, 10° 8′ 25″ O | Scheune                   | Eingeschossiger Fachwerkbau mit Backsteinausfachung unter Halbwalmdach in Ziegelpfannendeckung. Nordteil unterkellert, Nordgiebel zweifach auf Konsolen vorgekragt. Vier Tore auf Traufseite, Aufzugsluken auf der Giebelseite. Tw. Ausfachung in Ziersetzung. | 32735703 | BW   |
| Thansen 2 53° 7′ 57″ N, 10° 8′ 26″ O | Schweinestall             | Eingeschossiger Fachwerkbau auf T-förmigem Grundriss unter gekreuzten Dächern in Hohlpfannendeckung. Nord-süd-ausgerichteter Gebäudeteil mit Backsteinausfachung unter Halbwalmdach, Giebel auf profilierter Schwelle und Konsolen auskragend, zwei Zugänge im Süden. Ost-westlich-ausgerichtete Seitenflügel niedriger mit horizontaler Verbretterung unter Satteldächern. Errichtet 1935. | 32735751 | BW   |
| Thansen 2 53° 7′ 57″ N, 10° 8′ 29″ O | Jungviehstall             | Eingeschossiger Backsteinbau unter Halbwalmdach in Reetdeckung | 32735779 | BW   |
| Thansen 2 53° 7′ 54″ N, 10° 8′ 27″ O | Pferdestall               | Eingeschossiger Fachwerkbau auf L-förmigem Grundriss mit Backsteinausfachung unter Satteldach in Ziegelpfannendeckung. Zwerchhaus im Norden. Zweifach vorgekragte Giebel auf Konsolen. Tw. Ausfachung in Ziersetzung. | 32735828 | BW   |

### Gruppe: Thansen 6, 8, 10
Die Gruppe hat die ID: 37176891. Im Süden der Hofanlage Thansen 2 liegen drei Arbeiterwohnhäuser Thansen 6, 8, 10 auf kleinen Grundstücken aufgereiht entlang der Straße und ein weiter abgelegenes Häuslingshaus Thansen 7.

| Lage                                  | Bezeichnung | Beschreibung | ID       | Bild |
| ------------------------------------- | ----------- | --- | -------- | ---- |
| Thansen 6 53° 7′ 51″ N, 10° 8′ 25″ O  | Wohnhaus    | Fachwerkbau mit Backsteinausfachung unter Halbwalmdach in Ziegelpfannendeckung | 32735631 | BW   |
| Thansen 7 53° 7′ 41″ N, 10° 8′ 27″ O  | Schafstall  | Eingeschossiger Fachwerkbau mit Backsteinausfachungen unter Halbwalmdach in Reetdeckung. Anfang 19. Jh. Erweiterung des Kammerfaches: 1927. Umbau zum Ferienhaus mit Änderung der Grundrissdisposition, Zusetzung der Grot Dör, Ausmauerung mit zeitgenössischen genarbten Steinen. Architekt: Prof. H Martzig, Hamburg. 1962. | 32735804 | BW   |
| Thansen 8 53° 7′ 50″ N, 10° 8′ 24″ O  | Wohnhaus    | Fachwerkbau mit Backsteinausfachung unter Halbwalmdach in Ziegelpfannendeckung | 32735655 | BW   |
| Thansen 10 53° 7′ 49″ N, 10° 8′ 24″ O | Wohnhaus    | Fachwerkbau mit Backsteinausfachung unter Halbwalmdach in Ziegelpfannendeckung | 32735679 | BW   |

## Ehem Baudenkmale
| Lage                                                 | Bezeichnung | Beschreibung | ID       | Bild                                                                                             |
| ---------------------------------------------------- | ----------- | ------------ | -------- | ------------------------------------------------------------------------------------------------ |
| Soderstorf Hauptstraße 24 53° 8′ 29″ N, 10° 8′ 55″ O | Hofanlage   |              | 32720158 | [[Vorlage:Bilderwunsch/code!/C:53.141473,10.1485!/D:Soderstorf Hauptstraße 24, Hofanlage!/\|BW]] |